# Tragopan
Tragopan of saterhoenders is een geslacht van vogels uit de familie fazantachtigen (Phasianidae).

## Kenmerken
Bij alle tragopans heeft het mannetje twee hoorntjes op de kop, die het rechtop kan zetten om te imponeren. Hieraan ontlenen de dieren de naam tragopan. Dit is afgeleid van het Oudgriekse tragos (geit) en de gehoornde god Pan. Ook de Nederlandse naam saterhoen verwijst naar een ondeugend boswezen, een satyr, uit de Griekse mythologie.

## Soorten
Het geslacht kent de volgende soorten:
- Tragopan blythii  –  Blyths saterhoen
- Tragopan caboti  –  Cabots saterhoen
- Tragopan melanocephalus  –  Zwartkapsaterhoen
- Tragopan satyra  –  Rood saterhoen
- Tragopan temminckii  –  Temmincks saterhoen